# 국도 제55호선 (이란)
국도 제55호선(페르시아어: جاده 55, Road 55)은 부셰르에서 이스파한까지 이어주는 총 연장 647km의 거리를 가진 이란의 일반 국도이다. 그러나 종점인 이스파한에서는 국도 제65호선과도 직접 만난다. 해당 도로는 이스파한을 쉽게 이어주기 위해 가장 빠르고 짧은 노선이기도 하며, 페르시아만의 해안부 도시인 부셰르와 아살루예 등을 연결시키기 위해 도로를 통해 빨리 이동시키는 연결 통로로도 매우 중요한 측면을 가지고 있다.